# Dragoș Neagu
Pour les articles homonymes, voir Neagu.
Dragoș Neagu, né le 28 février 1967 à Bucarest, est un rameur d'aviron roumain.

## Palmarès

### Jeux olympiques
- 1988 à Séoul
  -  Médaille d'argent en deux sans barreur[1]

### Championnats du monde
- 1987 à Copenhague
  -  Médaille d'argent en deux sans barreur
- 1989 à Bled
  -  Médaille d'argent en deux sans barreur
- 1991 à Vienne
  -  Médaille d'argent en quatre barré
- 1994 à Indianapolis
  -  Médaille de bronze en huit